# Egon Gersbach
Egon Gersbach (* 26. Oktober 1921 in Säckingen; † 12. Januar 2020) war ein deutscher Prähistorischer Archäologe und langjähriger Ausgräber der Heuneburg.

## Leben
Gersbach kam über seinen Vater, den auf dem Gebiet der lokalen Prähistorie tätigen Heimatforscher Emil Gersbach, zur Ur- und Frühgeschichte. Nach seinem Studium und Kriegsdienst befasste er sich zunächst mit vorgeschichtlicher Archäologie am Hochrhein, insbesondere der Glockenbecherkultur. 1950 wurde er an der Universität Freiburg mit der Dissertation Urgeschichte des Hochrheins (Funde und Fundstellen in den Landkreisen Säckingen und Waldshut) promoviert. Bis 1954 war Gersbach Mitarbeiter des Staatlichen Amtes für Denkmalpflege in Freiburg.
1952/53 erhielt er ein Reisestipendium des Deutschen Archäologischen Instituts. Von 1954 bis 1958 war Gersbach wissenschaftlicher Assistent am Vorgeschichtlichen Seminar der Universität Marburg und von 1958 bis 1960 Mitarbeiter am Rheinischen Landesmuseum Bonn. In dieser Zeit grub er in frührömischen Legionslagern in Neuss (1956) und im Legionslager Bonn (1958–1960) aus. Seit 1961 war er wissenschaftlicher Rat, seit 1963 Akademischer Oberrat am Institut für Vor- und Frühgeschichte der Universität Tübingen und leitender Mitarbeiter an dem vom Land Baden-Württemberg und der DFG geförderten Projekt Grabungsprojekt 'Heuneburg' (Gesamtprojektleiter: Wolfgang Kimmig), durch das Gersbach bekannt geworden ist.
Die systematischen Ausgrabungen an der keltischen Siedlung Heuneburg, einer der ältesten bekannten Siedlungen nördlich der Alpen (an der Donau bei Herbertingen, Landkreis Sigmaringen, Baden-Württemberg), leitete er ab 1963 bis 1977, dann nochmals bei Kontrollgrabungen 1978 bis 1979. Danach, auch nach seiner Pensionierung, befasste er sich mit der Auswertung und Publikation der bisherigen Ergebnisse, die er bereits 1962 mit den von ihm herausgegebenen „Heuneburgstudien“ begann.
Der im Rahmen seiner Grabungen an der Heuneburg entwickelte Kartomat, eine mechanische (ohne Stromversorgung auskommende) Feldzeichenmaschine nach dem Prinzip eines Pantografen, trug wesentlich zur Rationalisierung archäologischer Grabungen bei. Er ist vor allem in der süddeutschen Archäologie verbreitet, wird aber auch in anderen europäischen Ländern eingesetzt. 1997 hat die Firma ArcTron darauf aufbauend eine, mit 3D-Laser ausgestattete, digitale Version entwickelt (siehe Archäoinformatik).
Seine Lehrbuchveröffentlichung Ausgrabung heute ist ein, nicht nur im Archäologiestudium weitverbreitetes, Standardwerk der in der archäologischen Praxis angewandten Techniken.
Egon Gersbach lebte zuletzt in Tübingen. Er war Mitglied des Deutschen Archäologischen Instituts.

## Schriften
- Urgeschichte des Hochrheins. Funde und Fundstellen in den Landkreisen Säckingen und Waldshut (= Badische Fundberichte. Sonderheft. 11, ISSN 0522-0025). 2 Bände (Text- und Tafelband). Staatliches Amt für Ur- und Frühgeschichte, Freiburg (Breisgau) 1968–1969, (Zugleich: Freiburg (Breisgau), Universität, Dissertation, 1951).
- Die Heuneburg bei Hundersingen a. d. Donau. (Gemeinde Herbertingen, Kreis Sigmaringen). Streiflichter auf die lange Geschichte einer bedeutenden Wehranlage. Heuneburg-Museumsverein, Herbertingen-Hundersingen 1982.
- Ausgrabungsmethodik und Stratigraphie der Heuneburg (= Heuneburgstudien. 6 = Römisch-Germanische Forschungen. 45). 3 Bände. Philipp von Zabern, Mainz 1988, ISBN 3-8053-0896-5.
- Ausgrabung heute. Methoden und Techniken der Feldgrabung. Wissenschaftliche Buchgesellschaft, Darmstadt 1989, ISBN 3-534-08329-6 (3. Aufl. 1998).
- Baubefunde der Perioden IVc – IVa der Heuneburg (= Heuneburgstudien. 9 = Römisch-Germanische Forschungen. 53). 2 Bände. Philipp von Zabern, Mainz 1995, ISBN 3-8053-1678-X.
- Baubefunde der Perioden IIIb – Ia der Heuneburg (= Heuneburgstudien. 10 = Römisch-Germanische Forschungen. 56). 2 Bände. Philipp von Zabern, Mainz 1996, ISBN 3-8053-1925-8.
- (zus. mit Jutta Precht). Die Heuneburg bei Hundersingen, Gemeinde Herbertingen. Eine Wehrsiedlung/Burg der Bronze- und frühen Urnenfelderzeit und ihre Stellung im Siedlungsgefüge an der oberen Donau (= Forschungen und Berichte zur Vor- und Frühgeschichte in Baden-Württemberg, Bd. 96). Theiss, Stuttgart 2006, ISBN 3-8062-2039-5.
- (zus. mit Jochen Böhm): Die Heuneburg an der oberen Donau im Mittelalter (= Forschungen  und Berichte der Archäologie des Mittelalters in Baden-Württemberg, Bd. 34). Theiss, Stuttgart 2013, ISBN 978-3-8062-2793-2.